# CLOVER (アブラーズのアルバム)
『CLOVER』（クローバー）は日本のバンド、アブラーズのセカンド・アルバムである。

## 概要
2006年にアブラレコー度から発売された。全曲インストゥルメンタルである。前作同様、メンバーによるコーラスは存在する。全曲ともに作詞作曲はアブラーズ。

## 収録曲
1. Jumpin'Train
2. Happy Day
3. Body Line
4. 四月の雨
5. 夜の東京
6. White Beans
7. Trigger
8. Tankman
9. 夜霧の口笛
10. いたずらモンスター!
11. Step